# Pettenhofen (Lauterhofen)

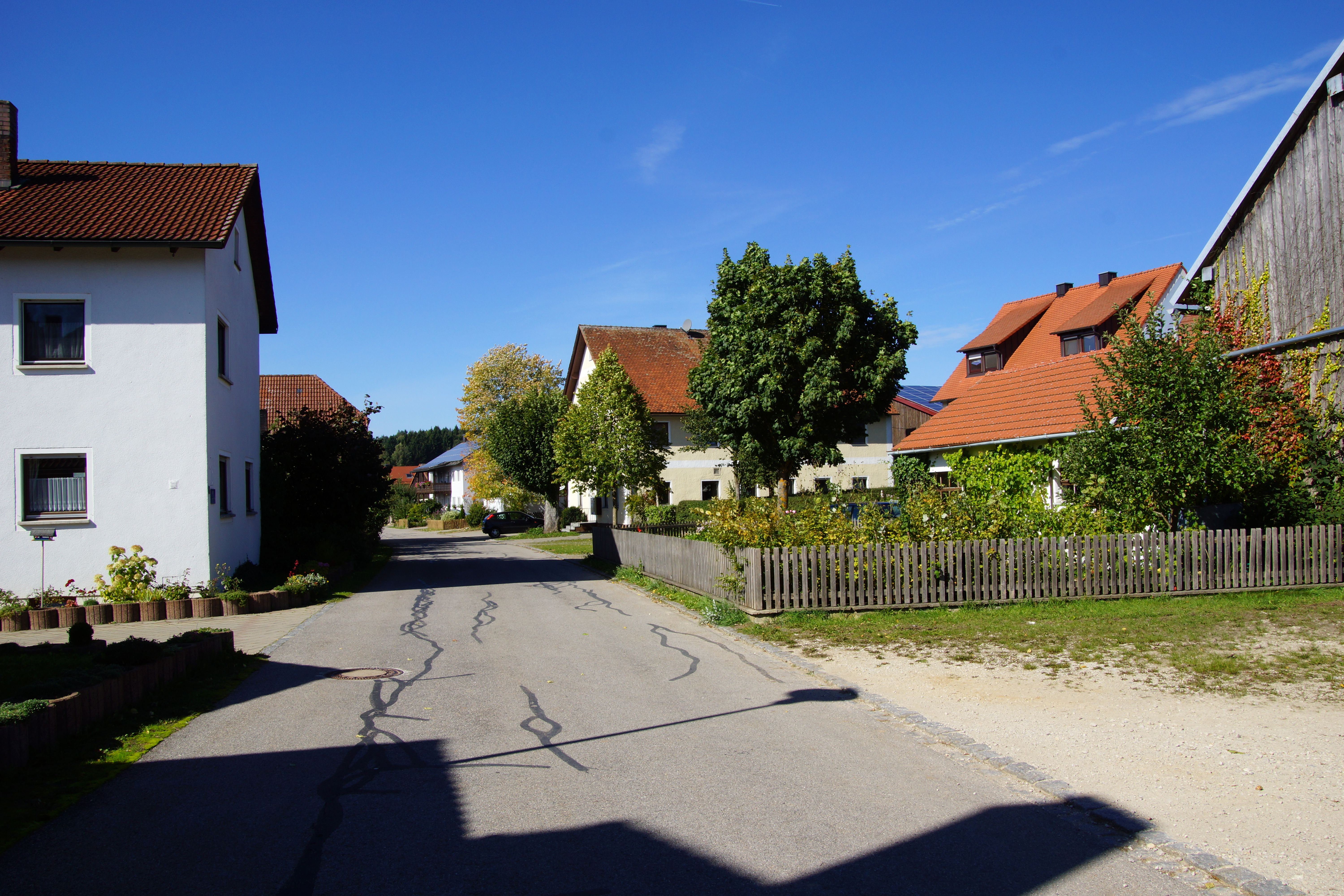
Pettenhofen bei Lauterhofen in der Oberpfalz

Das Dorf Pettenhofen ist ein Gemeindeteil des Marktes Lauterhofen im Landkreis Neumarkt in der Oberpfalz.
Kirchlich gehört Pettenhofen zur Pfarrei Lauterhofen im Dekanat Habsberg.
Am 1. Juli 1972 wurde Pettenhofen mit Brenzenwang, Eidelberg und Wilfertshofen nach Lauterhofen eingemeindet. Einziges Denkmal ist ein ehemaliges Forsthaus mit Waschhaus aus dem Jahre 1906.